# 1095
1095 (MXCV) fue un año común comenzado en lunes del calendario juliano.

## Acontecimientos
- 1 de marzo: Concilio de Piacenza; emisarios del Imperio Romano Oriental piden ayuda al papa Urbano II para organizar una campaña militar en contra de los Turcos selyucidas.
- 18 de noviembre: Inicio del Concilio de Clermont[1] de Urbano II.
- 27 de noviembre: Urbano II declara la guerra santa contra los musulmanes de Tierra Santa.
- Urbano II confirma el establecimiento de la diócesis de Burgos, llevado a cabo por Alfonso VI de Castilla en 1075.
- Alfonso VI otorga el fuero a la ciudad de Logroño.

## Nacimientos
- 4 de julio: Usama ibn Munqidh, poeta sirio.
- 22 de diciembre: Roger II, rey de Sicilia.
- Guillermo de Malmesbury, historiador inglés (fecha aproximada).

## Fallecimientos
- 29 de julio: Ladislao I, rey de Hungría.
- 18 de agosto: Olaf I, rey de Dinamarca.
- Al-Mu'tamid, poeta y rey de la taifa de Sevilla.
- Guillermo Ramón, conde de Cerdaña y de Berga.
- Shen Kuo, destacado erudito chino.